# Подкоморий
Подкомо́рий (лат. succamerarius, пол. podkomorzy) — в Королевстве Польском, Великом княжестве Литовском и Гетманщине судья по спорам о границах имений в подкоморских судах. Должность была довольно престижной, её занимали представители многих шляхетских родов, например, Собеских и Храповицких. Существовали два придворных подкомория (коронный и литовский), последними в разное время были Григорий Ходкевич и Януш Радзивилл.
В 1763 году, во время судебных реформ Екатерины II, должность подкомория была восстановлена на Украине, её по-прежнему занимали дворяне, но о её престиже можно судить по отрывку из Гоголя:
Прежде, бывало, в Миргороде один судья да городничий хаживали зимою в крытых сукном тулупах, а всё мелкое чиновничество носило просто нагольные; теперь же и заседатель, и подкоморий отсмалили себе новые шубы из решетиловских смушек с суконною покрышкою.Ночь перед Рождеством